# Xã Union, Quận Rush, Indiana
Xã Union (tiếng Anh: Union Township) là một xã thuộc quận Rush, tiểu bang Indiana, Hoa Kỳ. Năm 2010, dân số của xã này là 765 người.